# استانیسواف ویسپیانسکی
استانیسواف ماتئوش ایگناسی ویسپیانسکی (لهستانی: Stanisław Mateusz Ignacy Wyspiański؛ pronounced ['staˈɲiswaf vɨˈspjaɲskʲi]؛ ۱۵ ژانویه ۱۸۶۹ – ۲۸ نوامبر ۱۹۰۷) نقاش، شاعر، نویسنده، نمایش‌نامه‌نویس، مترجم، معمار و طراح داخلی اهل لهستان بود.
او که نویسنده‌ای میهن‌پرست بود، چندین نمایش‌نامه‌ی درام ملی و سمبولیک برای لهستان نگاشته‌است. وی یکی از برجسته‌ترین هنرمندان چندوجهی در دوران تجزیه لهستان بود و با موفقیت تمام، گرایش‌های نوگرایی و تجدد را با سنت‌های فولکلوریک و رومانتیسم لهستان درآمیخت. او را به‌طور غیررسمی، چهارمین عضو از ۳ شاعر بزرگِ ملیِ لهستان (آدام میتسکیه‌ویچ، یولیوش سواتسکی و زیگمونت کراشینسکی) می‌دانند.
از فیلم‌ها یا مجموعه‌های تلویزیونی که وی در آن‌ها نقش داشته‌است، می‌توان به عروسی اشاره نمود.

## نگارخانه

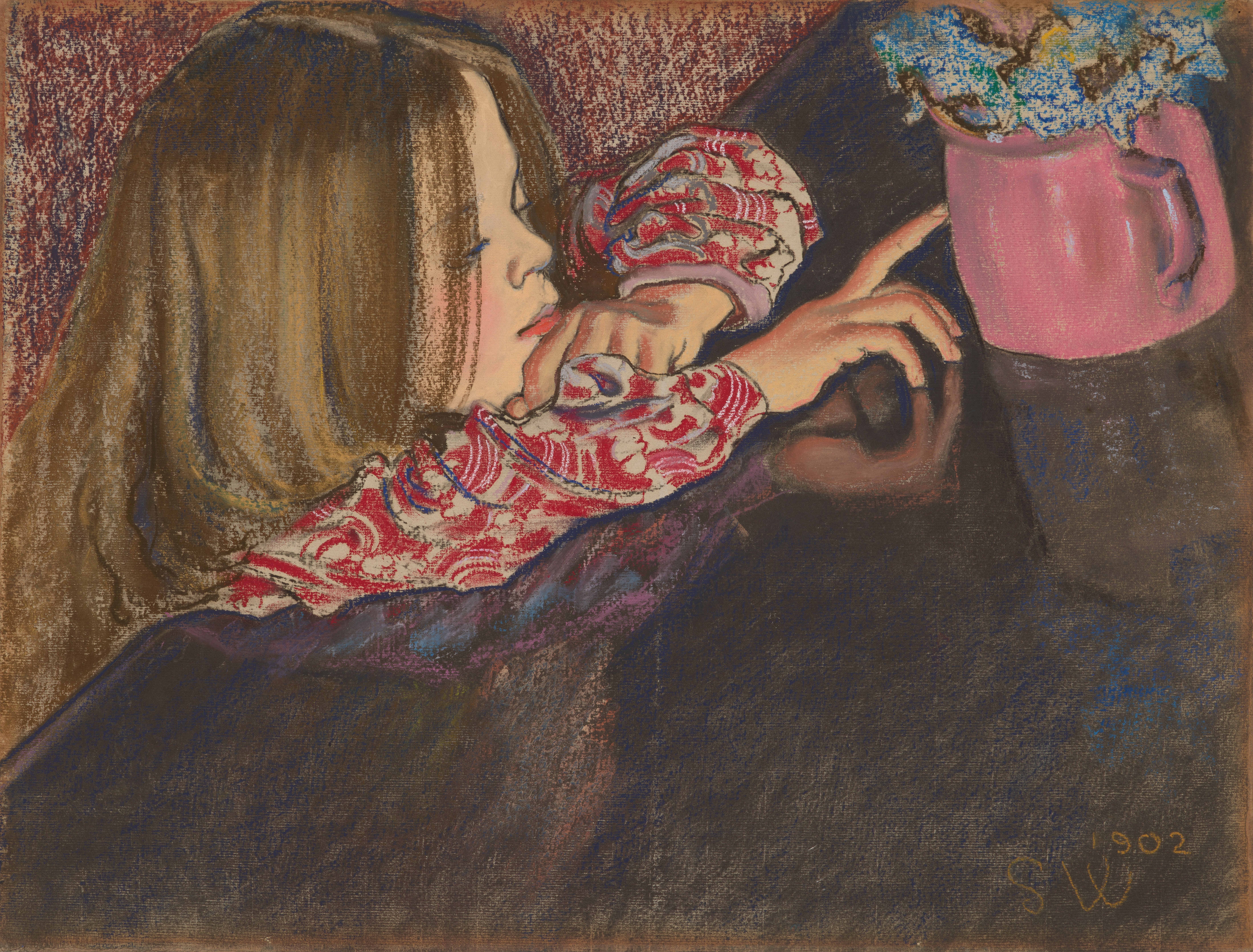
هلن کوچک و گلدان ۱۹۰۲ م. موزه ملی کراکف
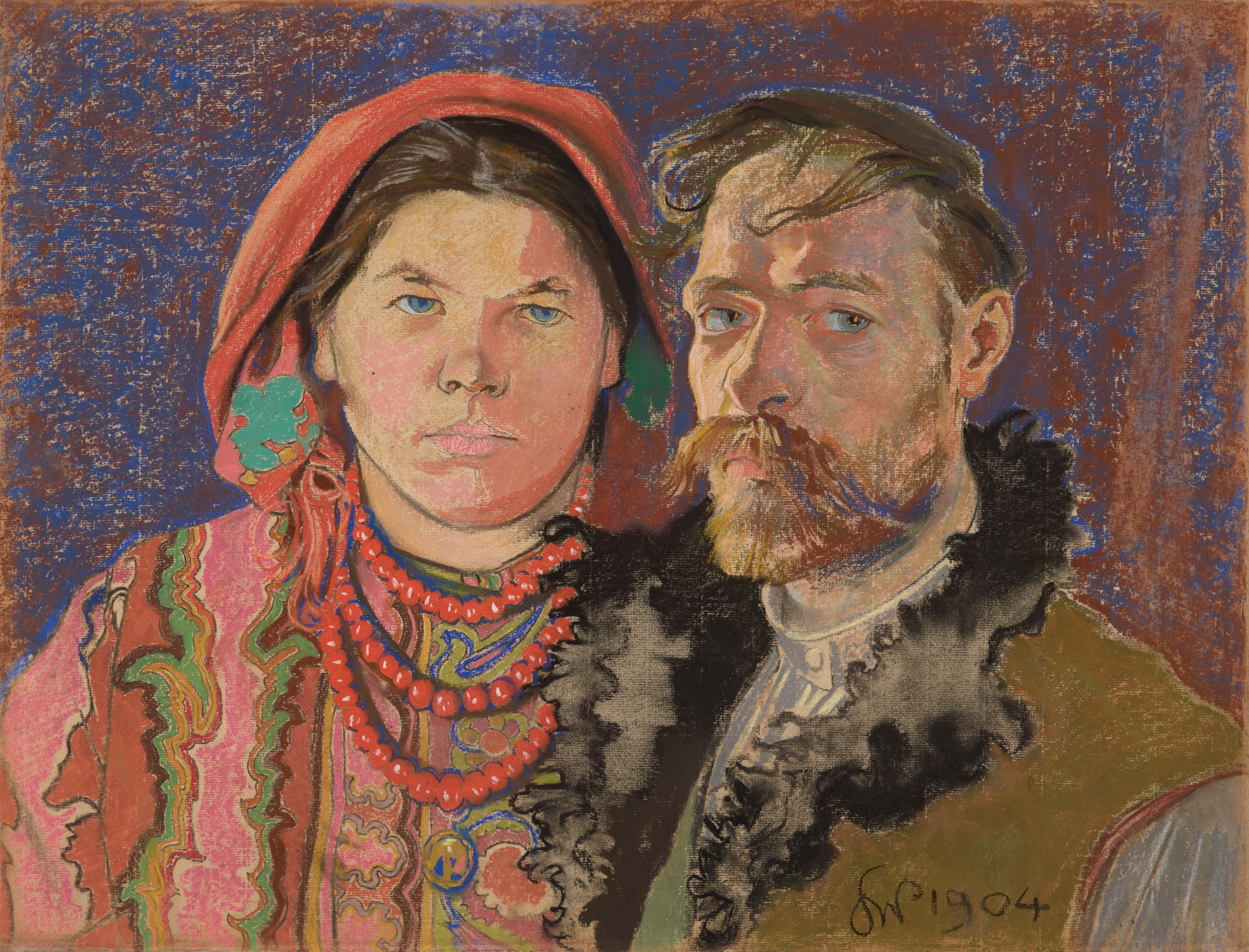
خودنگاره‌ای از نقاش و همسرش ۱۹۰۴ م. موزه ملی کراکف
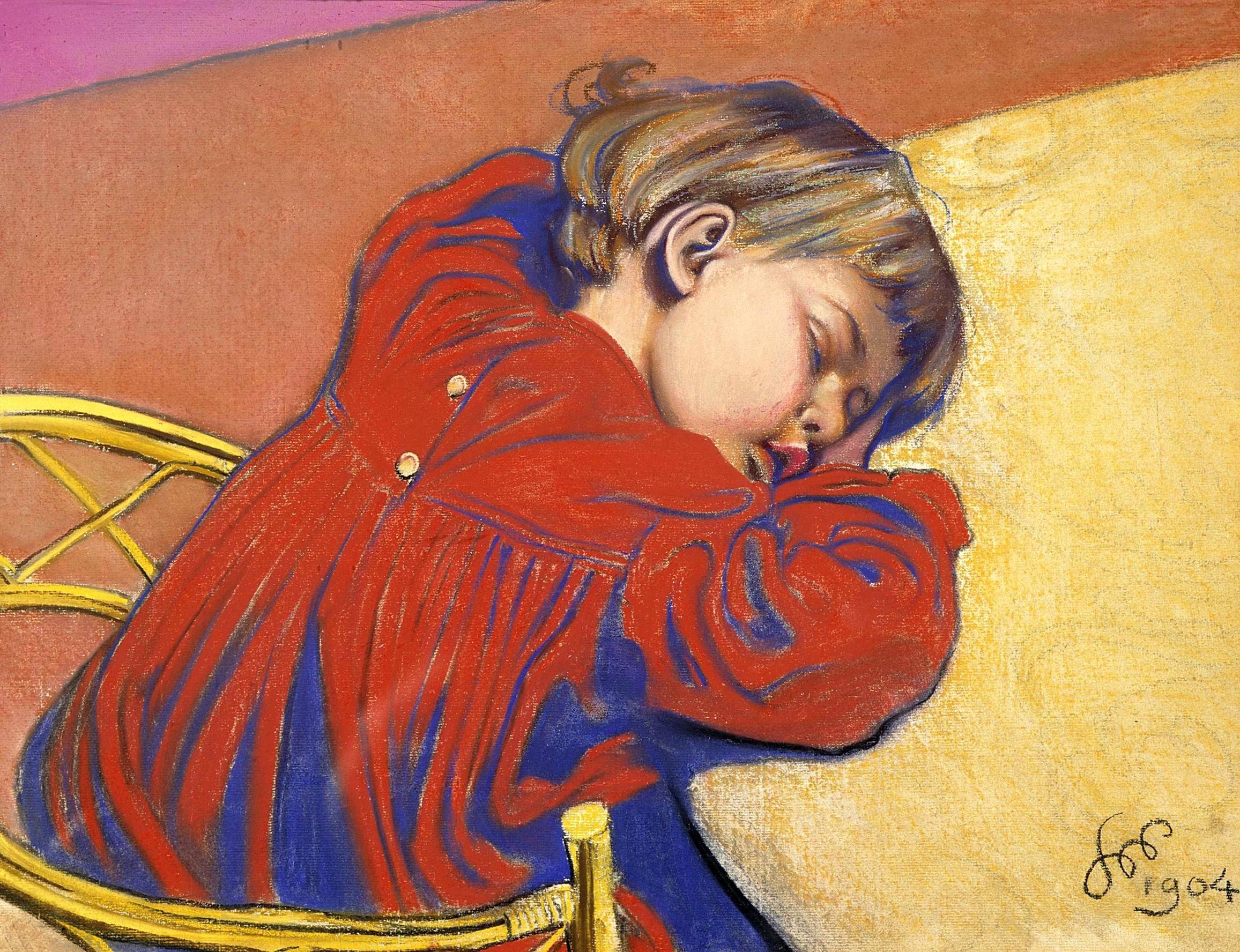
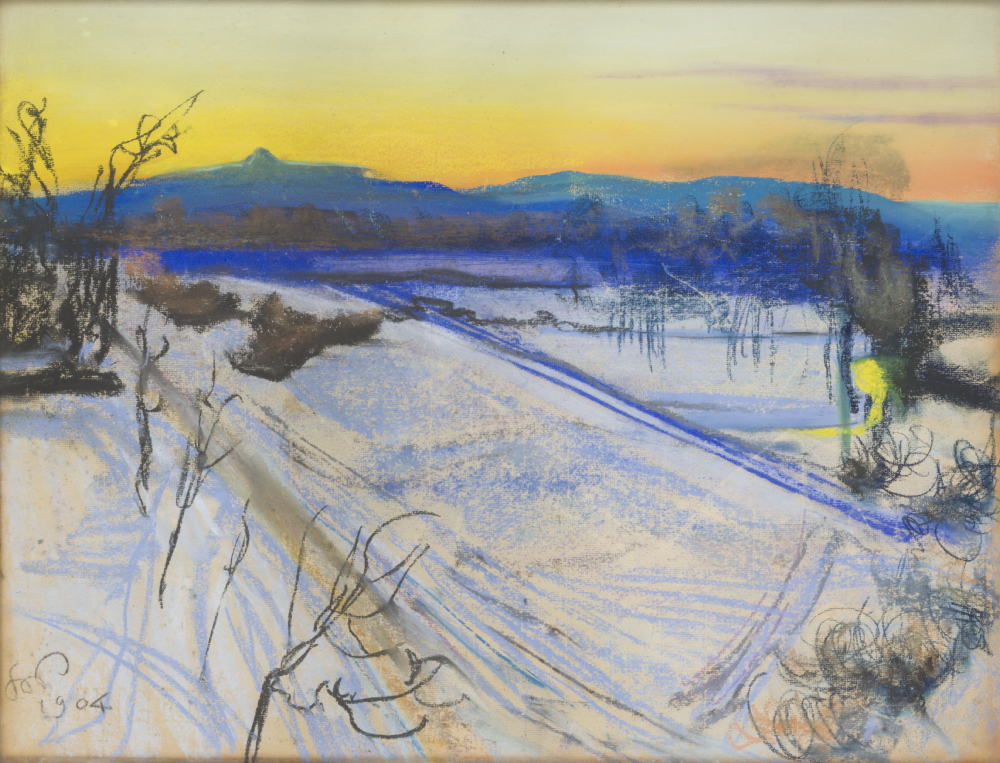
مادری
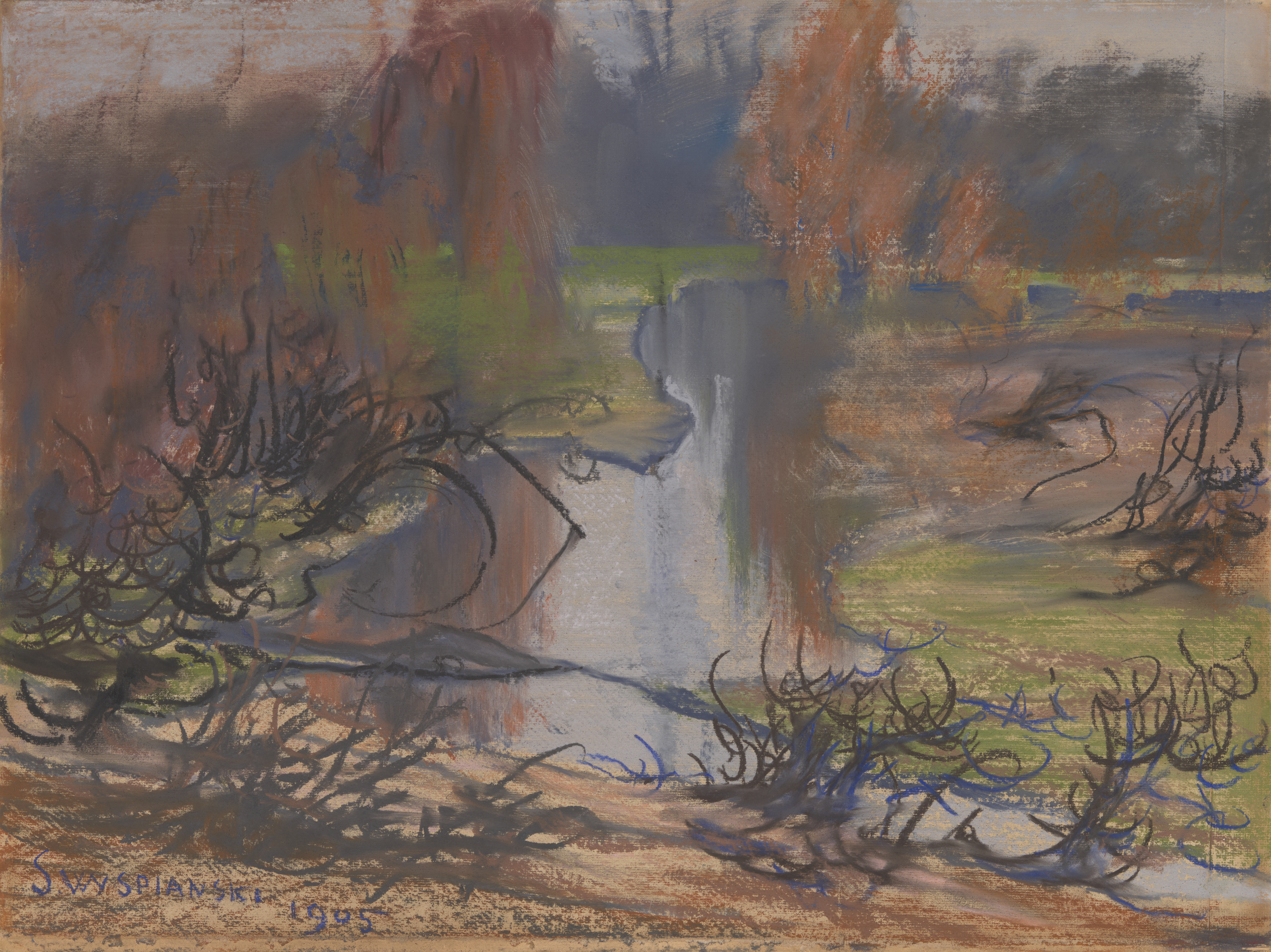
۱۹۰۵ م.
موزه ملی کراکف